# Eisenbahnunfall von Hosena 2012
Der Eisenbahnunfall von Hosena 2012 ereignete sich am 26. Juli 2012 um 20:20 Uhr im Bahnhof Hosena in der Stadt Senftenberg in Brandenburg, als zwei Güterzüge zusammenstießen.

## Ausgangslage
An dem Unfall waren zwei Güterzüge der ITL Eisenbahngesellschaft beteiligt, die die Bahnstrecke Węgliniec–Roßlau befuhren. Die Strecke weist östlich von Hosena ein Gefälle in Richtung auf den Bahnhof Hosena auf. Von hier kam der aus 39 Wagen bestehende Güterzug DGS 49325, der von der Lokomotive 186 140 gezogen wurde und Schotter von Schwarzkollm zu einer Baustelle in Rzepin transportieren sollte.
Ein zweiter, unbeladener Güterzug, DGS 92505, der aus 55 Güterwagen bestand, war von Dresden-Friedrichstadt gekommen und fuhr gerade in das Anschlussgleis des Hartsteinwerks Koschenberg der Basalt AG ein, um dort ebenfalls Schotter zu laden.

## Unfallhergang
Der Absperrhahn der Hauptluftleitung der Druckluftbremse zwischen der Lokomotive des DGS 49325 und dessen erstem Wagen war geschlossen. Vermutlich war eine Bremsprobe zuvor nicht ordnungsgemäß durchgeführt worden. Dadurch stand für den gesamten Zug nur die Bremsleistung der Lokomotive selbst zur Verfügung, während die Wagen nicht bremsen konnten. Der DGS 49325 überfuhr daraufhin nahezu ungebremst das „Halt“ gebietende Einfahrsignal des Bahnhofs Hosena, anschließend zwei nicht geschlossene Bahnübergänge und zuletzt im Bahnhof selbst dem DGS 92505 in dessen hinterem Zugteil in die Flanke. Die Wucht des Aufpralls war so stark, dass die auffahrende Lokomotive aus dem Gleis geschleudert wurde, sich um 180 Grad gegen die eigene Fahrrichtung drehte und umkippte. Mehrere Güterwagen verkeilten sich und drei Güterwagen wurden gegen das Wärterstellwerk W3 geschleudert, das daraufhin einstürzte. Mehrere Wagen türmten sich auf den Trümmern des Gebäudes auf.

## Folgen

### Unmittelbare Unfallfolgen
Der 54-jährige Weichenwärter, der in dem zerstörten Stellwerk gearbeitet hatte, konnte nach einer 17-stündigen Suchaktion nur noch tot geborgen werden. Der Lokomotivführer des DGS 49325 wurde bei dem Zusammenstoß schwer verletzt. Er wurde unmittelbar nach dem Unfall von 5 Ortsansässigen aus der verunfallten Lok befreit. Der Lokführer des DGS 92505 und der Fahrdienstleiter Hosena erlitten einen Schock. Von den 94 am Unfall beteiligten Wagen wurden 34 beschädigt, mehr als 20 entgleisten. Die Schäden an den Zügen wurden von der ITL auf einen hohen einstelligen Millionenbetrag geschätzt. 250 Meter Gleise, fünf Weichen und 3500 Meter Oberleitung wurden beschädigt oder zerstört. Die Kosten des Unfalls wurden von der DB Netz AG als Eigentümer der Eisenbahninfrastruktur auf einen zweistelligen Millionenbetrag geschätzt.

### Rettungseinsatz und Streckenunterbrechung
Insgesamt waren 80 Rettungskräfte der Deutschen Bahn, des Technischen Hilfswerks, der Feuerwehr und der Polizei im Einsatz.
Infolge des Unfalls wurde die Eisenbahnstrecke gesperrt und im Personenverkehr Schienenersatzverkehr zwischen Ruhland und Hoyerswerda eingerichtet, bis die Aufräum- und Reparaturarbeiten beendet waren. Die Güterzüge zum Steinbruch Oßling und nach Cunnersdorf wurden über die Bahnstrecke Dresden–Radeberg–Kamenz umgeleitet, die Züge nach Caminau und zum Kohlebahnnetz in Spreewitz wurden über Knappenrode, Graustein und Cottbus geleitet. Die Bahnstrecke Berlin–Görlitz stieß dabei im eingleisigen Streckenabschnitt Graustein–Cottbus an ihre Kapazitätsgrenze.

### Instandsetzungen
Am 30. Juli 2012 meldete die Deutsche Bahn, dass der Großteil der Bergungsarbeiten an der Unfallstelle beendet sei. Anschließend wurden die Gleisanschlüsse an das Quarzsandwerk Hohenbocka und die Basalt AG wieder befahrbar gemacht. Die Reparatur der Strecke von Ruhland nach Hoyerswerda wurde am 1. September 2012 abgeschlossen. Damit standen zwei der vier Gleise des Bahnhofs Hosena wieder zur Verfügung und der RE 15 Dresden–Hoyerswerda konnte wieder planmäßig verkehren. Für den RE 11 Leipzig–Hoyerswerda bestand aber weiterhin Schienenersatzverkehr. Der Betrieb auf der Strecke nach Brieske wurde erst im Frühling 2013 wieder aufgenommen. Die Deutsche Bahn ging davon aus, dass die vollständige Beseitigung aller Unfallfolgen, insbesondere die Wiederherstellung des Stellwerks, mehrere Jahre in Anspruch nehmen wird; übergangsweise wurden die Funktionen des Stellwerks in einem Container untergebracht.
Nach nur einem Jahr Planungs- und Genehmigungszeit – üblich sind sonst fünf bis sechs Jahre – wurde seit November 2013 ein elektronisches Stellwerk errichtet, um das zerstörte Stellwerk zu ersetzen und die infolge des Unfalls eingeschränkte Durchlassfähigkeit des Bahnhofs zu beseitigen. Auch drei Bahnübergänge wurden in diesem Zuge erneuert und in das neue Stellwerk eingebunden. Die Inbetriebnahme erfolgte am 29. September 2014.
Das elektronische Stellwerk ist dem zu Tode gekommenen Stellwerker Wolfgang K. gewidmet. Eine Bronzetafel auf dem Modulgebäude erinnert an ihn und den Unfall. Am Standort des ehemaligen Stellwerks W3 befindet sich ein Holzkreuz mit der Aufschrift „W3“.

### Strafverfahren
Die Staatsanwaltschaft Cottbus leitete Ermittlungen gegen den Lokführer des auffahrenden Zuges wegen des Verdachts auf fahrlässige Tötung ein.
Im Juli 2014 wurde der Lokführer zu einer Freiheitsstrafe von neun Monaten auf Bewährung verurteilt. Er muss zudem eine Geldbuße zahlen. Gemäß Gutachten soll der 64-Jährige vor der Abfahrt die vorgeschriebene Bremsprobe nicht ordnungsgemäß durchgeführt haben, was dazu führte, dass nur die Lokomotive und nicht der Zug bremsbar war.

## Unfall 2013
Am 11. November 2013, um ca. 18:30 Uhr, ereignete sich in unmittelbarer Nähe der Unfallstelle von 2012 ein weiterer Güterzugunfall. Ein unbeladener Ganzzug aus offenen Güterwagen der Klasse Eaos von DB Schenker Rail (heute DB Cargo), bespannt von der Elektrolokomotive 155 146, fuhr auf einen stehenden Güterzug des Eisenbahnverkehrsunternehmens Freightliner auf, der mit 3500 Tonnen Splitt beladen war und vor einem Ausfahrsignal wartete. Beim Aufprall richteten sich mehrere Wagen des auffahrenden Zuges auf, wobei die vordersten Wagen auf und neben der 155 146 zum Stehen kamen. Der Lokführer des auffahrenden Zuges wurde leicht verletzt, der Kollege an der Zugspitze des stehenden Zuges dagegen nicht. Der Aufbau der 155 146 wurde bei dem Unfall größtenteils zerstört, so dass sie nicht mehr repariert werden konnte und am 18. Dezember 2013 vor Ort verschrottet wurde. Infolge des Unfalls war die Strecke bis zum 18. November erneut gesperrt. In dieser Zeit erfolgte Schienenersatzverkehr zwischen Ruhland und Hoyerswerda. Die Staatsanwaltschaft Cottbus ermittelt gegen das Bahnhofspersonal wegen Verdachts der fahrlässigen Körperverletzung und der Gefährdung des Eisenbahnverkehrs.
Die Bundesstelle für Eisenbahnunfalluntersuchung stellte in ihrem Untersuchungsbericht fest, dass die Einfahrt des Zuges in das besetzte Gleis zugelassen wurde, nachdem sowohl der Fahrdienstleiter als auch der Weichenwärter die Fahrwegprüfung nicht ordnungsgemäß durchführten. Der stehende Zug befand sich in den Fahrwegprüfbezirken beider Stellwerke. Ein Scheinwerfer, wie er sich an dem 2012 zerstörten Weichenwärterstellwerk befunden hatte, war nicht vorhanden, wodurch die Fahrwegprüfung erschwert worden sei.

## Neues Stellwerk
Im November 2014 wurde ein neues Stellwerk eröffnet. Es steuert 48 Signale, 36 Weichen und drei Bahnübergänge und kostete über 30 Millionen Euro.